# Bethany (Missouri)
Bethany – miasto w Stanach Zjednoczonych, w stanie Missouri, siedziba administracyjna hrabstwa Harrison.